# Michael Bond
Michael Bond, CBE (* 13. Januar 1926 in Newbury, Berkshire, England; † 27. Juni 2017 in London, England) war ein britischer Schriftsteller, der insbesondere als Kinderbuchautor und Schöpfer des Paddington Bär größere Bekanntheit erreichte. Er schrieb auch Kriminalromane.

## Leben und Wirken

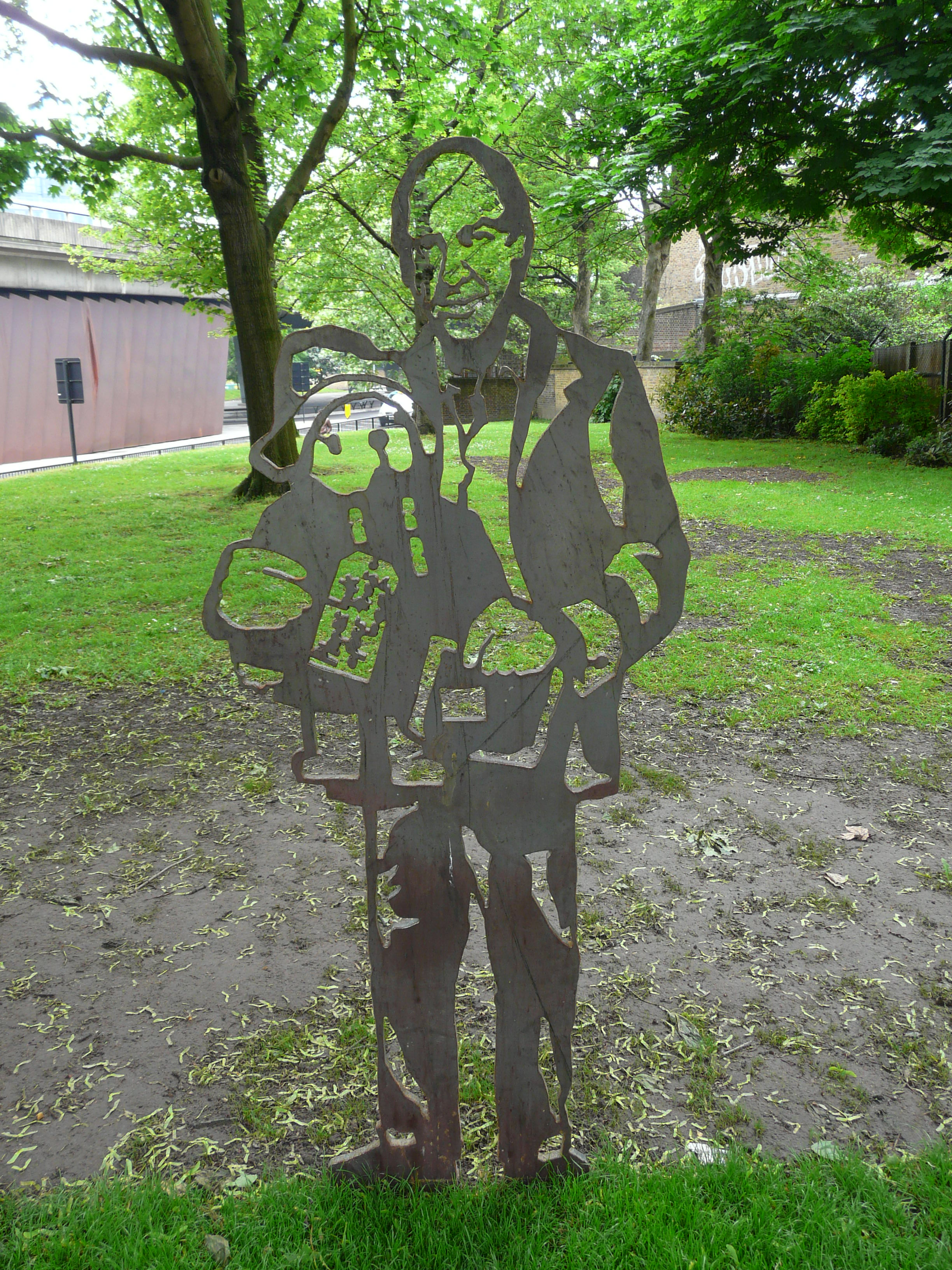
Denkmal für Michael Bond und den Paddington Bär im Londoner Stadtteil Paddington

Michael Bond begann nach seiner Militärzeit als Schriftsteller zu arbeiten. Wie viele angehende Kollegen versuchte sich Bond zunächst als Autor von Kurzgeschichten. Durch Zufall wurde er auf Kinderliteratur aufmerksam.
1958 erschienen die ersten Geschichten um Paddington Bär, denen bis 2017 26 weitere Bände folgten. Paddington war der Name eines Teddys, den er verschenkt hatte und über den er erste private Geschichten verfasste.
Die Geschichten um Paddington, immer mehrere in einem Band, begeisterten jahrzehntelang neben dem jungen Publikum auch erwachsene Leser „aller Altersgruppen“. Neben der Handlung gefielen auch die Illustrationen, vor allem die Illustrationen von Peggy Fortnum und R.W. Alley. Die Übersetzungen der in den deutschen Ausgaben gelegentlich eigens zusammengestellten Geschichten stammen u. a. von Käthe Recheis, Brigitte von Mechow und Peter Kent, die meisten aber von Tatjana Kröll.
Michael Bond war daneben auch Kriminalschriftsteller. Er veröffentlichte ab 1983 zahlreiche Kriminalromane mit „Monsieur Pamplemousse“ als Detektiv. Dieser arbeitet für einen Gastronomieführer, gemeinsam mit seinem Hund „Pommes frites“, auf dessen Geschmack es bei den Bewertungen entscheidend ankommt. Gelegentlich dieser vollkommen unkriminalistischen Berufstätigkeit stolpern die beiden Helden von einem wilden Abenteuer ins nächste, die vom Autor süffig geschildert werden. Einige der Romane erschienen auch auf Deutsch und wurden vom Verlag mit Kochrezepten abgerundet, für die – teilweise – Paul Bocuse und Vincent Klink verantwortlich waren.
Bond starb im Juni 2017 nach kurzer Krankheit im Alter von 91 Jahren in London. Er hinterließ seine Ehefrau Susan und zwei Kinder.

## Bibliografie (Auswahl)
Paddington-Bär
- 1958: A Bear Called Paddington (deutsch Ein Bär mit Namen Paddington)
- 1959: More About Paddington
- 1960: Paddington Helps Out
- 1961: Paddington Abroad
- 1962: Paddington at Large
- 1964: Paddington Marches On
- 1966: Paddington at Work
- 1968: Paddington Goes to Town
- 1970: Paddington Takes the Air
- 1972: Paddington’s Garden
- 1973: Paddington’s Blue Peter Story Book
- 1974: Paddington on Top
- 1975: Paddington at the Tower
- 1979: Paddington Takes the Test
- 1980: Paddington on Screen
- 1984: Paddington at the Zoo
- 1986: Paddington at the Palace
- 1987: Paddington’s Busy Day
- 2002: Paddington in the Garden
- 2003: Paddington and the Grand Tour
- 2008: Paddington Rules the Waves
- 2008: Paddington Here and Now
- 2011: Paddington at the Tower
- 2012: Paddington Races Ahead
- 2012: Paddington Goes for Gold
- 2014: Love From Paddington
- 2017: Paddington’s Finest Hour

Weitere Werke (Auswahl)
- 1971: Michael Bond’s Book of Bears
- 1972: The Day the Animals Went on Strike
- 1986: Monsieur Pamplemousse on the spot (dt. von Werner Richter: Monsieur Pamplemousse greift ein, 1991)
- 1987: Monsieur Pamplemousse takes the cure (dt. von Brigitte Rapp und Werner Richter: Monsieur Pamplemousse blickt durch, 1992)
- 1989: Monsieur Pamplemousse aloft (dt. von Werner Richter: Monsieur Pamplemousse hebt ab, 1992)